# Ferdinand von Hebra
Ferdinand Ritter von Hebra (né le 7 septembre 1816 à Brünn, margraviat de Moravie ; décédé le 5 août 1880 à Vienne, Autriche) est un médecin autrichien et un dermatologue. Il est connu pour avoir fondé la Nouvelle École de Dermatologie de Vienne, un groupe important de médecins qui ont jeté les bases de la dermatologie moderne.

## Biographie
Ferdinand von Hebra fut reçu docteur en médecine en 1841 à l'université de Vienne. Il reçut l'influence de Carl Freiherr von Rokitansky, un des fondateurs de l'anatomie pathologique moderne. Encore jeune médecin, il dut s'occuper dans le cadre de sa formation, au département de médecine interne, des patients atteints de « gale ». À l'époque, cette activité était peu considérée parmi les médecins, et ils s'en déchargeaient traditionnellement sur les collègues les plus jeunes. À l'époque, la dermatologie n'existait pas encore en elle-même, les phénomènes de maladie à la peau étaient traités par les spécialistes des maladies organiques avec le reste. Mais Ferdinand von Hebra montra un grand intérêt pour les maladies de peau, et c'est à lui qu'on est redevable si, à présent, la dermatologie existe comme discipline médicale indépendante.
À l'hôpital général de Vienne (en), il prit en charge à l'âge de 29 ans – en tant que premier professeur titulaire d'une chaire de dermatologie en Autriche - le département des maladies de peau et mit au point une nouvelle terminologie et de nouvelles formes de thérapie. Il prouva que l'agent pathogène de la gale est un parasite (un sarcopte). Ferdinand von Hebra a écrit un des livres qui ont le plus marqué la dermatologie dans son histoire : l'Atlas der Hautkrankeiten (Atlas des maladies de la peau), avec des illustrations remarquables dues à deux des principaux illustrateurs médicaux de l'Autriche.
Il fut en outre le professeur de Ignace Philippe Semmelweis avec lequel il nouera des liens étroits et qu'il soutiendra activement dans son combat contre la fièvre puerpérale et pour l'hygiène en milieu hospitalier.
Il reçut de nombreuses distinctions et en 1877 fut gratifié par l'empereur d'Autriche du titre de chevalier.
Ses ouvrages médicaux furent traduits en français par le dermatologue français Pierre Adolphe Adrien Doyon.